# 박인천
박인천(朴仁天, 1901년 8월 18일 - 1984년 6월 16일)은 대한민국의 기업인이다.

## 생애
광무 5년(서기 1901년) 전라남도 나주에서 태어났다. 나주공립보통학교를 졸업하고 광주로 나와 목화 실면을 취급하는 장사를 시작하였으나 사업에 실패하고, 이어 잡화상을 시작하였으나 이것도 모두 실패하였다. 그 뒤 목포에서 미곡상, 광산군 송정리 등지에서 가마니 장사, 또 무명 장사〔白木商〕도 하였으나 이것도 실패해 상경한 후 오성강습소에서 5개월, 중동학교에서 3개월을 수학했다. 19세에 보통문관시험에 합격하고 광복 전까지 일본의 순사로 근무 하였다. 2차 대전이 진행 중일 때 일제는 박인천에게 강제 징용자를 모집 하라는 명령을 했고 박인천은 이를 거부하여 결국 수십년의 공직 생활을 강제로 마치게 되었다.
1946년 2대의 미합중국산 택시를 보유하고 광주여객자동차(현 금호고속)을 경영하기 시작했으며, 1948년에는 2개 노선(광주∼장성, 광주∼담양)의 면허를 얻어 버스 운수업을 시작하였다. 그 뒤 운수·제사(製絲)·타이어제조·합성고무 등의 사업을 통해 오늘의 금호아시아나그룹을 창립했다.1966년에는 삼화교통을 인수하여 사장과 회장을 지내기도 했다. 1977년에는 재단법인 금호(현 금호아시아나문화재단을) 설립하고 이사장에 취임했다.
1959년 죽호학원 이사장, 1954년 광주상의회 초대회장(8대까지 연임,~1976년)과 1964년 대한상공회의소 제5대 부회장(8대까지 연임,~1976년), 1965년 전국버스운송사업조합연합회 제5대 회장(6대까지 연임,~1970년)등으로 활동하기도 했다. 철탑, 석탑산업훈장과 금탑산업훈장을 수상하기도 했다.

## 주요 경력
- 금호석유화학 창업회장
- 금호아시아나그룹 창업회장
- 1977년 11월 : 금호아시아나문화재단 설립
- 1975년 2월 : 대한상공회의소 제8대 회장직무대행
- 1972년 10월 : 금호실업 (현 금호아시아나그룹) 창업 및 그룹회장 취임
- 1968년 11월 : 금호석유화학 창업
- 1965년 11월 : 전국버스조합연합회 제5대 회장 취임(6대까지 연임, ~1970년)
- 1964년 8월 : 대한상공회의소 제5대 부회장 취임 8대까지 연임, ~ 1976년)
- 1960년 9월 : 금호타이어 회장
- 1959년 12월 : 죽호학원 (현 금호아시아나문화재단) 설립 초대 이사장
- 1954년 1월 : 광주상공회의소 초대 회장 취임(8대까지 연임, ~1976년)
- 1946년 4월 : 광주여객자동차(주)(현 금호고속) 창업
- 1929년 8월 : 보통문관시험 합격

## 상훈
- 금탑산업훈장
- 석탑산업훈장
- 철탑산업훈장

## 가족 관계
- 배우자 : 이순정 (李順貞, 1909년 - 2010년)[3]
  - 장남 : 박성용 (朴晟容, 1932년 - 2005년, 제2대 금호아시아나그룹 회장, 전 광주과학기술원 이사장, 대통령 비서실 경제담당 보좌관, 한국메세나협회 제4대 회장)
  - 자부 : 박영숙 (1939년 ~ 2013년)
    - 손녀 : 박미영 (朴美英, 1964년 ~ )
    - 손자 : 박재영 (朴宰英, 1970년 ~ )
    - 손부 : 구문정 (具文貞, 1975년 ~ , 구자훈 LIG손해보험 회장의 3녀)

  - 장녀 : 박경애 (1934년 ~ )
  - 사위 : 배영환 (1932년 ~ , 삼화고속 회장, 배태성 제헌의원의 장남)
  - 차남 : 박정구 (朴定求, 1937년 - 2003년, 제3대 금호아시아나그룹 회장)
  - 자부 : 김형일 (1944년 ~ , 김익기 1·2·3·4·6대 국회의원의 영애)
    - 손녀 : 박은형 (朴恩瑩, 1970년 ~ )
    - 손서 : 김선협 (金宣協, 1968년 ~ , 김우중 전 대우그룹 회장의 차남)
    - 손녀 : 박은경 (朴恩慶, 1972년 ~ )
    - 손서 : 장세홍 (1966년 ~ , 한국철강 대표이사, 한국철강 회장 장상돈의 차남)
    - 손녀 : 박은혜 (朴恩惠, 1974년 ~ )
    - 손서 : 허재명 (許栽銘, 1972년 ~ , 일진소재 대표이사, 일진그룹 회장 허진규의 차남)
    - 손자 : 박철완 (朴哲完, 1979년 ~ , 금호석유화학 상무)

  - 차녀 : 박강자 (朴康子, 1942년 - , 금호미술관 관장)
  - 사위 : 강대균 (대한전자재료 회장)
  - 3남 : 박삼구 (朴三求, 1945년 - , 전 금호아시아나그룹 회장)
  - 자부 : 이경렬 (1947년 ~ , 제18대 재무부(현 기획재정부) 이정환 전 부총리의 차녀
    - 손자 : 박세창 (1975년 ~ , 금호타이어 전 부사장 현 아시아나IDT대표이사 사장)
    - 손녀 : 박세진 (1977년 ~ , 금호리조트 상무)

  - 4남 : 박찬구 (朴贊求, 1947년 - , 금호석유화학 회장)
  - 자부 : 위진영 (1952년 ~ , 위창남 전 경남투자금융 사장의 딸)
    - 손자 : 박준경 (1977년 ~ , 금호석유화학 상무)
    - 손녀 : 박주형 (1979년 ~ , 금호석유화학 상무)

  - 3녀 : 박현주 (朴賢珠, 1952년 - , (대상홀딩스 부회장)
    - 손녀 : 임세령 (林世玲, 1977년 - ,  (대상그룹 부회장)
    - 손녀 : 임상민 (林尚敏, 1979년 - ,  (대상그룹 부사장)

  - 사위 : 임창욱 (1949년 - , 대상그룹 명예회장)
  - 5남 : 박종구 (朴鍾九, 1957년  ~ , 초당대학교 총장, 제50대 교육부 차관
  - 자부 : 이계옥 (1964년 ~ )
    - 손자 : 박건호 (1989년 ~ )
    - 손녀 : 박도윤 (1994년 ~ )

## 같이 보기
- 금호아시아나그룹
- 아시아나항공
- 금호고속
- 삼화고속
- 금호아시아나문화재단
- 금호석유화학
- 금호고속
- 대상홀딩스
- 대우그룹
- LIG손해보험
- 금호미술관

## 참고 자료
- 박동순, 《재벌의 뿌리》 (태창문화사, 1979)

| 전임 (초대) | 제1대 금호아시아나그룹 회장 1972년 ~ 1984년 | 후임 박성용 |